# Adalbert Steiner
Pour les articles homonymes, voir Steiner.
Adalbert Steiner, aussi appelé Steiner I (né le 24 janvier 1907 et mort le 12 octobre 1994), était un joueur de football international roumain.

## Biographie
On l'appelait Steiner I, pour le différencier de son frère Rudolf Steiner, lui aussi footballeur et appelé Steiner II.
Il joue en défense, en club et en international avec l'équipe de Roumanie pendant la coupe du monde de 1930 en Uruguay, appelé par l'entraîneur roumain de l'époque Costel Rădulescu. La sélection tombe dans le groupe du Pérou et de l'Uruguay. Il ne joue quant à lui que le match contre les Péruviens.
En club, on sait peu de choses sur sa carrière sauf qu'il jouait avec son frère dans le club roumain du Chinezul Timișoara pendant le mondial uruguayen.